# Berea (Karolina Południowa)
Berea – jednostka osadnicza w Stanach Zjednoczonych, w stanie Karolina Południowa, w hrabstwie Greenville.